# Hängsjön
Hängsjön är en sjö i Bollnäs kommun i Hälsingland och ingår i Ljusnans huvudavrinningsområde. Sjön är 3,3 meter djup, har en yta på 0,15 kvadratkilometer och är belägen 59,7 meter över havet.

## Delavrinningsområde
Hängsjön ingår i det delavrinningsområde (680205-152997) som SMHI kallar för Utloppet av Hängsjön. Medelhöjden är 86 meter över havet och ytan är 5,08 kvadratkilometer. Det finns inga avrinningsområden uppströms utan avrinningsområdet är högsta punkten. Vattendraget som avvattnar avrinningsområdet har biflödesordning 2, vilket innebär att vattnet flödar genom totalt 2 vattendrag innan det når havet efter 47 kilometer. Avrinningsområdet består mestadels av skog (40 procent) och jordbruk (26 procent). Avrinningsområdet har 0,15 kvadratkilometer vattenytor vilket ger det en sjöprocent på 2,9 procent. Bebyggelsen i området täcker en yta av 0,98 kvadratkilometer eller 19 procent av avrinningsområdet.